# Tomellana
Tomellana é um gênero de gastrópodes pertencente a família Clavatulidae.

## Espécies
- Tomellana hupferi Strebel, 1912
- Tomellana leschkei (Strebel, 1912)
- Tomellana lineata (Lamarck, 1818)

Espécies trazidas para a sinonímia
- Tomellana pfefferi (Strebel, 1912): sinônimo de Fusiturris pfefferi (Strebel, 1912)